# Vic-sur-Aisne (tổng)
Tổng Vic-sur-Aisne là một tổng ở tỉnh Aisne trong vùng Hauts-de-France.

## Địa lý
Tổng này được tổ chức xung quanh Vic-sur-Aisne thuộc quận Soissons. Độ cao thay đổi từ 36 m (Berny-Rivière) đến 163 m (Montigny-Lengrain) với độ cao trung bình 93 m.

## Các đơn vị cấp dưới
Tổng Vic-sur-Aisne gồm 25 xã với dân số là 10 333 người (điều tra năm 1999, dân số không tính trùng)
| Xã                       | Dân số | Mã bưu chính | Mã insee |
| ------------------------ | ------ | ------------ | -------- |
| Ambleny                  | 1 112  | 2290         | 02011    |
| Bagneux                  | 62     | 2290         | 02043    |
| Berny-Rivière            | 582    | 2290         | 02071    |
| Bieuxy                   | 25     | 2290         | 02087    |
| Cœuvres-et-Valsery       | 432    | 2600         | 02201    |
| Cuisy-en-Almont          | 352    | 2200         | 02253    |
| Cutry                    | 98     | 2600         | 02254    |
| Dommiers                 | 279    | 2600         | 02267    |
| Épagny                   | 333    | 2290         | 02277    |
| Fontenoy                 | 532    | 2290         | 02326    |
| Laversine                | 99     | 2600         | 02415    |
| Montigny-Lengrain        | 635    | 2290         | 02514    |
| Morsain                  | 417    | 2290         | 02527    |
| Mortefontaine            | 253    | 2600         | 02528    |
| Nouvron-Vingré           | 200    | 2290         | 02562    |
| Osly-Courtil             | 273    | 2290         | 02576    |
| Pernant                  | 646    | 2200         | 02598    |
| Ressons-le-Long          | 740    | 2290         | 02643    |
| Saconin-et-Breuil        | 234    | 2200         | 02667    |
| Saint-Bandry             | 238    | 2290         | 02672    |
| Saint-Christophe-à-Berry | 347    | 2290         | 02673    |
| Saint-Pierre-Aigle       | 356    | 2600         | 02687    |
| Tartiers                 | 168    | 2290         | 02736    |
| Vézaponin                | 129    | 2290         | 02793    |
| Vic-sur-Aisne            | 1 791  | 2290         | 02795    |

## Biến động dân số
| 1962                                                     | 1968  | 1975  | 1982  | 1990  | 1999   |
| -------------------------------------------------------- | ----- | ----- | ----- | ----- | ------ |
| 8 216                                                    | 8 843 | 8 739 | 9 198 | 9 957 | 10 333 |
| Nombre retenu à partir de 1962 : dân số không tính trùng |       |       |       |       |        |